# Phyllium yunnanense
Phyllium yunnanense är en insektsart som beskrevs av Liu, S.L. 1993. Phyllium yunnanense ingår i släktet Phyllium och familjen Phylliidae. Inga underarter finns listade i Catalogue of Life.